# Generador termoeléctrico de radioisótopos

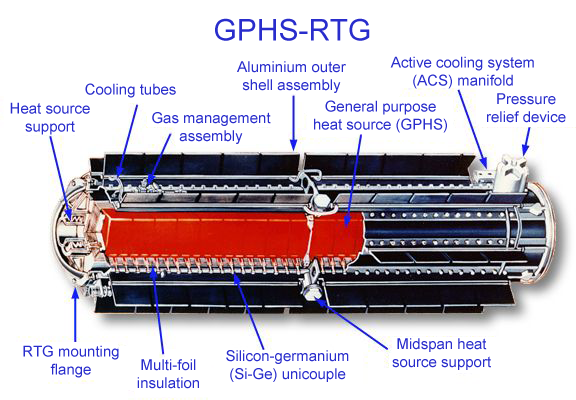
Diagrama del RTG usado en la sonda Cassini

Un generador termoeléctrico de radioisótopos o RTG (siglas de su denominación en inglés Radioisotope Thermoelectric Generator) es un generador eléctrico simple que obtiene su energía de la liberada por la desintegración de determinados elementos radiactivos. En este dispositivo, la energía, liberada en forma de calor  por la desintegración del material radiactivo se convierte en energía eléctrica directamente gracias al uso de una serie de termopares, que convierten la energía térmica en energía eléctrica debido al efecto termoeléctrico en la llamada unidad de calor de radioisótopos (o RHU en inglés). Los RTG se pueden considerar un tipo de batería y se han usado en satélites, sondas espaciales no tripuladas e instalaciones remotas que no disponen de otro tipo de fuente eléctrica o de calor. Los RTG son los dispositivos más adecuados en situaciones donde no hay presencia humana y se necesitan potencias de varios centenares de vatios durante largos periodos de tiempo, situaciones en las que los generadores convencionales como las pilas de combustible o las baterías no son viables económicamente y donde no pueden usarse células fotovoltaicas.

## Historia

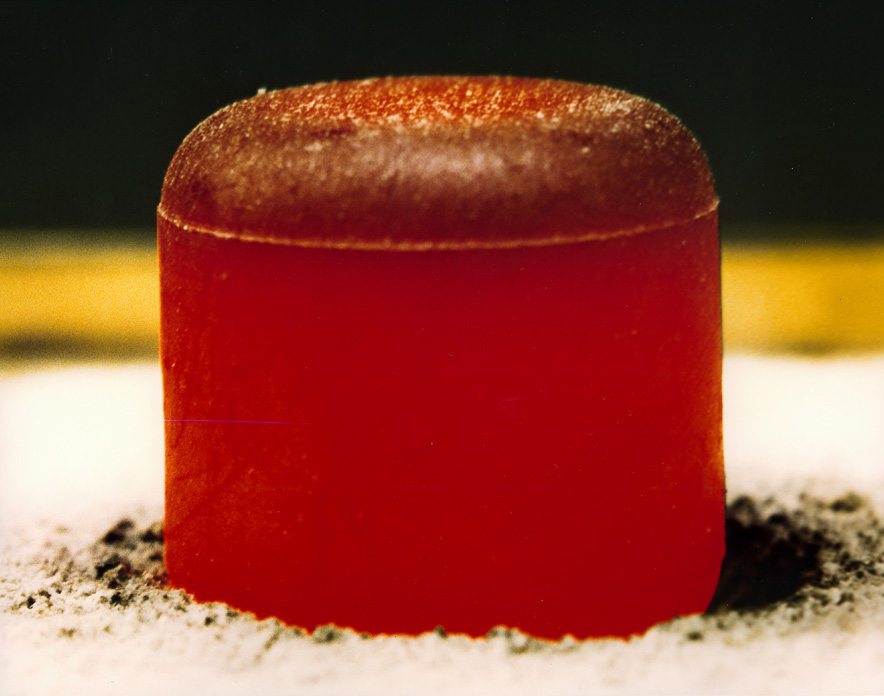
Un pellet de ^{238}PuO_{2} para ser utilizado en una RTG, tanto para la misión Cassini y la Galileo. La producción inicial es de 62 vatios. El pellet se vuelve incandescente hasta el rojo caliente por el calor generado por la desintegración radiactiva (principalmente α). Esta foto fue tomada después de aislar el pellet bajo una manta de grafito durante varios minutos y luego retirar la manta.

En la misma carta breve en la que introdujo el satélite de comunicaciones, Arthur C. Clarke sugirió que, con respecto a la nave «el período de operación podría prolongarse indefinidamente mediante el uso de termopares».
Un RTG fue desarrollado en EE. UU. a finales de la década 1950 por el Mound Laboratories en Miamisburg, Ohio, bajo contrato con la United States Atomic Energy Commission. El proyecto fue dirigido por Bertram C. Blanke.
El primer RTG lanzado al espacio por los Estados Unidos fue el Sistema nuclear de potencia auxiliar SNAP 3 a bordo del satélite de la Marina Transit 4A en 1961. Uno de los primeros usos terrestres de los RTG fue en 1966 por la US Navy en la isla deshabitada roca Fairway, en Alaska para generar la energía de un sistema de vigilancia medioambiental. Los RTG se utilizaron en ese lugar hasta 1995.

## Diseño
El diseño de un RTG es simple desde el punto de vista de la ingeniería nuclear: el componente principal es un robusto contenedor de combustible nuclear. Los termopares se colocan en la parte exterior del contenedor, con el contacto externo del mismo situado junto a un disipador. La desintegración del combustible nuclear genera calor que se desplaza hacia el exterior del contenedor, pasa junto a los termopares y se disipa en los disipadores.
Un termopar es un dispositivo termoeléctrico que convierte calor en electricidad de forma directa, usando el efecto Seebeck. Está construido con dos metales (o semiconductores) diferentes unidos entre sí, y que son conductores eléctricos. Ambos metales están conectados en un bucle cerrado mediante dos uniones, si ambas uniones se encuentran a temperaturas diferentes, se produce una diferencia de potencial entre ambas que genera una corriente eléctrica.

## Combustibles

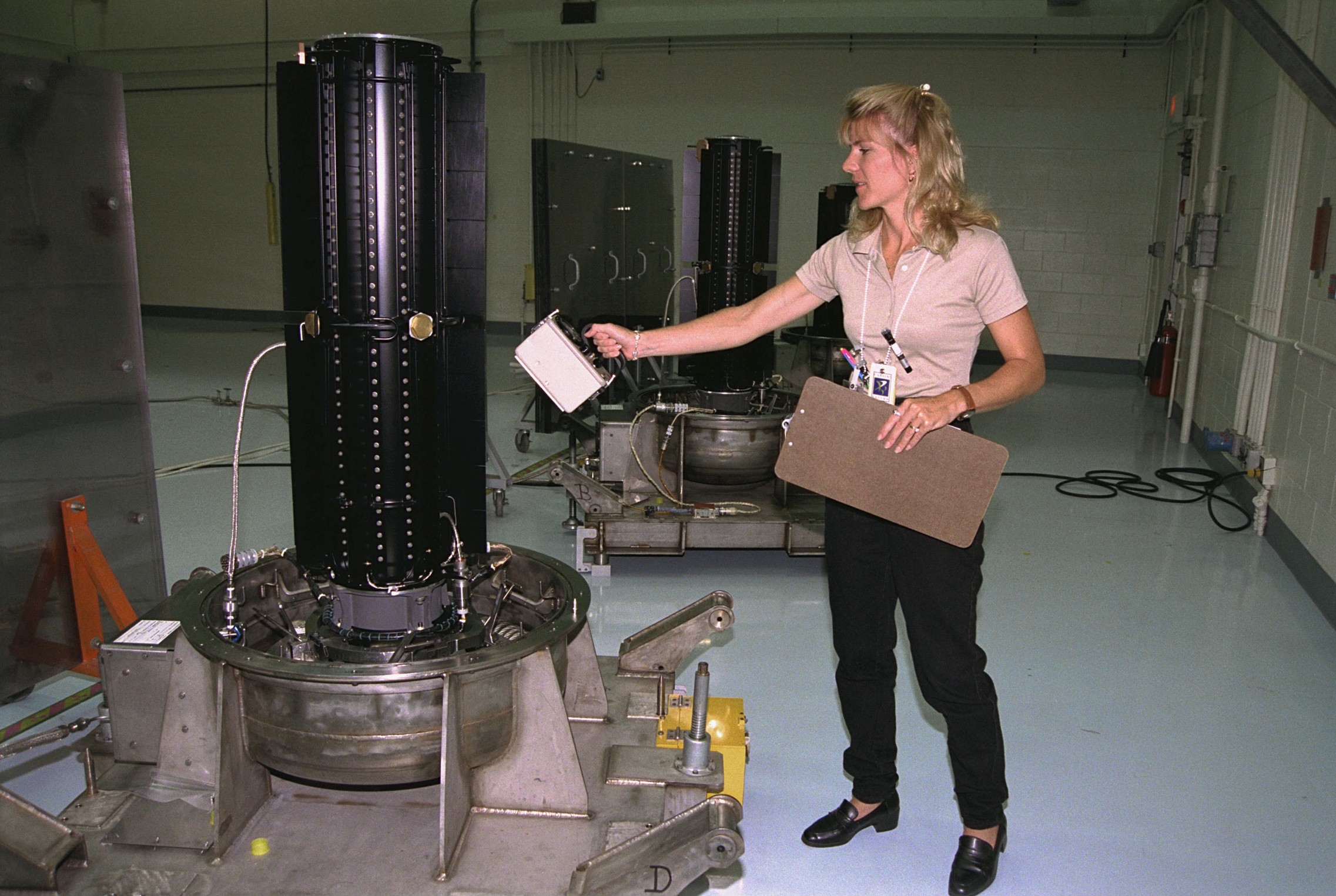
Inspeccionando los niveles de radiación de los RTG de la Cassini-Huygens

Los combustibles usados en los RTG deben tener determinadas características:
- Su periodo de semidesintegración debe ser suficientemente largo como para generar calor de forma continua durante un periodo razonable de tiempo; a su vez, dicho periodo de semidesintegración debe ser lo suficientemente corto como para generar una cantidad de calor utilizable en la práctica. Dichos periodos suelen ser de varias decenas de años, aunque se utilizan isótopos de vidas medias más cortas para aplicaciones especializadas.
- En su uso espacial, el combustible debe producir una gran cantidad de calor respecto a su masa y volumen (alta densidad energética). En su uso terrestre dichos parámetros no son importantes.
- Debería producir radiación de alta energía y de baja penetración, preferentemente radiación alfa. La radiación beta puede producir grandes cantidades de rayos X y rayos gamma, mediante la producción de radiación secundaria, lo que requiere un fuerte blindaje del dispositivo. La serie de desintegración de dichos isótopos no deberían producir grandes cantidades de radiación gamma, neutrones o radiación penetrante en general.

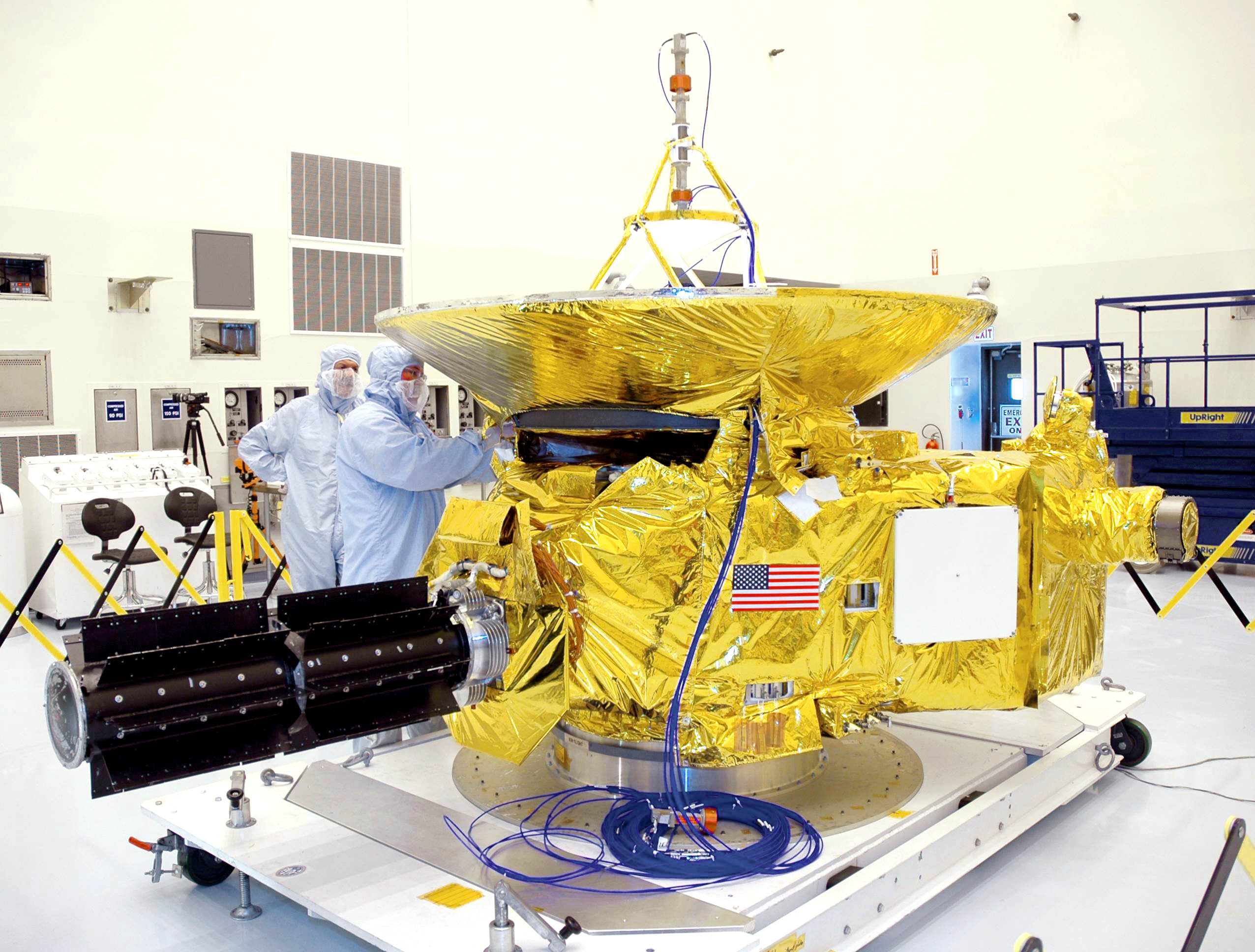
New Horizons en la sala de ensamblaje.

Los dos primeros criterios limitan el número de combustibles posibles a menos de 30. Los más adecuados son:
- el 238Pu,
- el 244Cm y
- el 90Sr

Existen otros como:
- el 210Po,
- el 147Pm,
- el 137Cs,
- el 144Ce,
- el 106Ru y
- el 242Cm.

El plutonio-238 es el que necesita menores blindajes y el que tiene mayor periodo de semidesintegración (es decir, mayor periodo de generación de calor). Solo tres isótopos cumplen un tercer criterio: el de necesitar menos de 25 mm de blindaje de plomo. El mejor en este aspecto, el plutonio-238, requiere únicamente 2,5 mm de plomo, por lo que en ocasiones el mismo material del contenedor es suficiente .
El plutonio-238, en forma de óxido de plutonio (IV), es el más usado en los RTG de las sondas espaciales. Tiene un semiperiodo de 87,7 años, una densidad energética razonable y una tasa de emisión de radiación gamma y neutrónica extremadamente baja. Muchos RTG de uso terrestre utilizan estroncio-90 (Usados por ejemplo en faros de regiones remotas cercanas al polo norte), que aunque tiene una semivida menor, una densidad energética mucho más baja y emite radiación de frenado o bremsstrahlung, es más barato.
Algunos RTG fabricados en 1958 por la Comisión para la Energía Nuclear estadounidense (la NRC) utilizaron polonio-210, isótopo que tiene una excepcional densidad energética pero emite cantidades apreciables de radiación gamma. Un kilogramo de polonio-210 puro en forma cúbica tendría una arista de 48 mm y emitiría 63,5 kW de potencia (140 W/g), calor suficiente para vaporizar dicho material. También se estudiaron los isótopos curio-242 y curio-244 pero requieren un blindaje pesado para evitar que se filtren las radiaciones gamma y neutrónicas que provienen de reacciones de fisión espontánea.
El americio-241 también podría ser empleado como combustible, con una semivida mayor que el plutonio-238: 432 años. Un RTG construido con este combustible podría producir energía eléctrica durante siglos. Sin embargo, la densidad energética del americio-241 es aproximadamente la cuarta parte de la del plutonio-238, y emite radiación gamma procedente de los productos de desintegración, aunque un blindaje de solo 18 mm sería suficiente para apantallar dicha radiación. Es el segundo isótopo con menor necesidad de apantallamiento tras el plutonio-238.

## Uso

### Espacial
Un uso habitual de los RTG es como generadores de energía eléctrica en sondas espaciales, en los llamados dispositivos SNAP. El primer RTG se lanzó al espacio en 1961 a bordo del SNAP 3 (Systems Nuclear Auxiliary Power Program) en la sonda Navy Transit 4A. Estos se instalan en misiones que se alejan tanto del Sol que hace que el uso de paneles solares sea inviable.
Algunos ejemplos son las sondas Pioneer 10 y 11, Voyager 1 y 2, Galileo, Ulysses, Cassini y New Horizons. Además, se utilizaron en las dos sondas Viking y en experimentos situados en la superficie lunar por las misiones Apolo 12 a 17. También se han usado en los satélites Nimbus, Transit y Les.
También se usaron los Generadores de Calor por Radioisótopos, usados como eso, generadores de calor. Constan de una pequeña cantidad de plutonio-238 y sirven para calentar diferentes elementos de sondas como las Mars Exploration Rovers, las Galileo y Cassini y varias sondas de exploración rusas.

### Terrestre
Uno de los primeros RTG de uso terrestre se instaló en la isla deshabitada Fairway Rock en 1966. Estuvo operativo hasta su desmantelamiento en 1995.
La Unión Soviética construyó numerosos faros y balizas de navegación alimentadas por RTG de estroncio-90, dispositivos muy fiables. Estos dispositivos pueden ser problemáticos en cuestiones de seguridad y medioambiente, sobre todo tras la desaparición de la URSS, ya que al estar situados en zonas deshabitadas durante largo tiempo, podrían ceder combustible nuclear al exterior o ser robados. Existen algunos casos de accidentes con algunos RTG soviéticos. Algunos de ellos han sido presa de los chatarreros, que desmontan las partes metálicas externas sin tener en cuenta el riesgo de contaminación radiactiva al que se someten. Se cree que existen unos 1000 RTG de este tipo en Rusia que deberían ser desmantelados.
También se utilizaron pequeñas "células de plutonio" (pequeños RTG alimentados con plutonio-238) para marcapasos. Estos RTG pueden ser problemáticos si su portador es disparado en el pecho o si a la muerte del usuario no se retira y se incinera al fallecido (y a la fuente de plutonio). Sin embargo la contaminación en el exterior es poco probable. En 2004 aun existían unos 90 en uso.

## Vida útil
La mayoría de RTG usan plutonio-238, el cual tiene un periodo de semidesintegración de 87,7 años. Así, los RTG que usen este combustible perderán {\textstyle 1-0.5^{1/87.7}} , es decir, un 0,787 % de su potencia anualmente. Un RTG de este tipo tendrá el {\displaystyle 0.5^{23/87.7}}, es decir, un 83,4 % de su potencia inicial al cabo de 23 años. Así, con una potencia inicial de 470 W, tras 23 años su salida se habrá reducido hasta {\textstyle 0.834\times 470W=392W}. Sin embargo, los termopares bimetálicos también pierden rendimiento con el tiempo. A principios de 2001, los RTG de las Voyager habían reducido su potencia hasta los 315 W en el caso de la Voyager 1 y los 319 W en el caso de la Voyager 2; los termopares estaban trabajando al 80 % de su capacidad inicial.
La vida útil fue un aspecto importante de la misión Galileo: en principio iba a ser lanzada en 1986, pero el accidente del Challenger pospuso su lanzamiento hasta 1989, así que los RTG habían perdido parte de su potencia inicial, con lo que hubo que reconsiderar la potencia disponible durante la misión.

## Eficiencia
Los RTG usan termopares para convertir el calor liberado por el material radiactivo en electricidad. Los termopares, aunque son fiables y duran mucho tiempo, son poco eficientes. El rendimiento medio está entre el 3 y el 7 %, siendo el máximo alcanzado del 10 %. Sin embargo, se han estudiado alternativas para generar energía eléctrica a partir del calor generado. Un mayor aprovechamiento facilitaría el tener que usar menor cantidad de combustible nuclear, con lo que podría reducirse el tamaño de estos dispositivos para abaratar las misiones.
Los dispositivos de conversión energética basados en el principio de la emisión termoiónica pueden tener rendimientos como máximo del 10-20 %, pero requieren temperaturas mayores que las alcanzadas en los RTG estándar. Algún prototipo de RTG termoiónico ha usado polonio-210, y otros isótopos extremadamente radiactivos podrían servir, pero estos isótopos tienen periodos de semidesintegración muy cortos y son inviables. Algunos reactores nucleares espaciales han usado convertidores termoiónicos[cita requerida], pero estos reactores son demasiado pesados para ser usados en la mayoría de misiones.
Las células termofotovoltaicas se rigen por los mismos principios que las células fotovoltaicas, con la diferencia de que pueden convertir luz infrarroja en energía eléctrica. Su rendimiento es algo mayor que el de los termopares y pueden ser situadas al lado de los termopares, doblando así el rendimiento total. Se han hecho pruebas con calentadores eléctricos, arrojando rendimientos del 20 %, pero no se han probado sistemas con radioisótopos reales. Algunos diseños teóricos de células termofotovoltaicas arrojan rendimientos de hasta el 30 %, pero aún no han sido probadas en la práctica. Las células termofotovoltaicas de silicio y los termopares de silicio se degradan más rápido que los termopares metálicos, especialmente en presencia de radiación ionizante. Se necesita investigar más en esta área.
Existen además generadores dinámicos, que a diferencia de los termopares, constan de partes móviles que pueden averiarse y requieren mantenimiento, por lo que no podrían ser empleadas en misiones espaciales. Además producen vibraciones y ruido en radiofrecuencia. A pesar de todo, la NASA ha trabajado en un RTG avanzado que usa un motor Stirling sin pistones para producir energía eléctrica. Estos prototipos han mostrado eficiencias de hasta el 23 %, y se podrían alcanzar eficiencias mayores aumentando la diferencia de temperatura entre los focos. El uso de partes móviles magnéticas que no se toquen y que no se desgasten, como los rodamientos de flexión, y un entorno hermético sin lubricantes, ha demostrado, en unidades de prueba, una elevada durabilidad y la ausencia de desgaste tras años de uso continuado. Los resultados experimentales han mostrado que un generador Stirling de radioisótopos podría funcionar durante décadas sin mantenimiento. La vibración podría reducirse aplicando sistemas de contrapistón para contrarrestar el movimiento. La aplicación más probable de este diseño es su uso en los futuros Rovers marcianos, donde la vibración no es preocupante.

## Seguridad

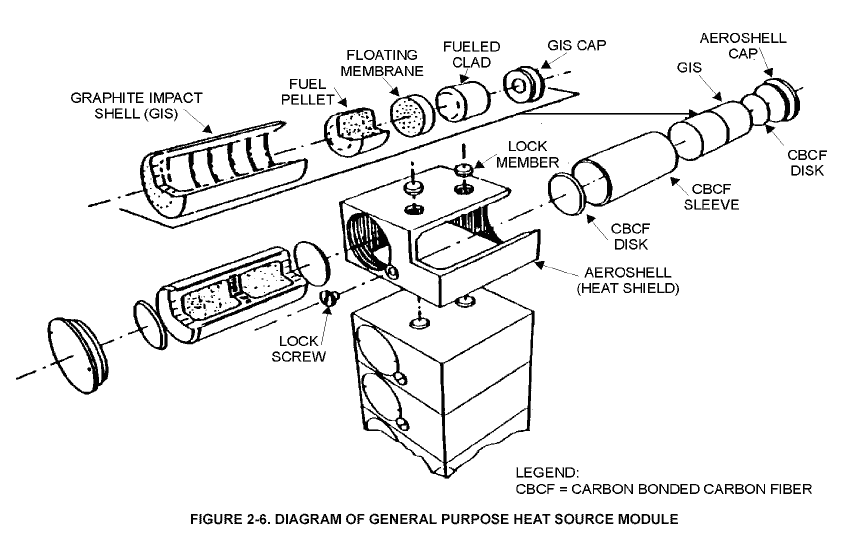
Diagrama de una fuente de calor multiuso usada en algunos RTG

### Contaminación radiactiva
Los RTG son una fuente potencial de contaminación radiactiva: si el contenedor se rompe, puede liberarse el material radiactivo al exterior.
En las sondas espaciales, la principal preocupación es que se rompa durante la puesta en órbita o durante pasadas cercanas a la superficie terrestre; podría liberarse material radiactivo a la atmósfera. El uso de RTG en vehículos espaciales (y cualquier otro uso) ha generado controversia.
De todas formas, con los diseños de los contenedores de los RTG actuales, este es un hecho poco probable. El estudio de impacto ambiental para la misión Cassini-Huygens, lanzada en 1997, estimó la probabilidad de fallo en varias etapas de la misión. La probabilidad de que hubiera fuga de combustible de alguno de sus 3 RTG (o de alguno de sus 129 RHU), durante los 3,5 primeros minutos, era de 1 en 1400; la probabilidad de fallo durante el ascenso orbital era de 1 entre 476 y en el resto de la misión dicha probabilidad bajó a 1 entre 1 000 000. Si se hubiera producido un accidente durante las fases de lanzamiento y puesta en órbita, la posibilidad de contaminación debida a la rotura de uno o varios RTG fue estimada en un 10 %. El lanzamiento se llevó a cabo con éxito y la Cassini-Huygens llegó a Saturno.
El plutonio-238 usado en esos RTG tiene un periodo de semidesintegración de 87,74 años, frente a los 24 110 del plutonio-239 usado en las armas nucleares y en los reactores nucleares. Por tanto, el plutonio-238 es 275 veces más radiactivo que el plutonio-239 ( 6,401 × 1011 Bq/g (17,3 Cm/g) frente a  2,33 × 109 Bq/g (0,063 Cm/g). Así, 3,6 kg de plutonio-238 sufre el mismo número de desintegraciones por segundo que 1 tonelada de plutonio-239. Ya que la morbilidad de ambos isótopos es la misma en términos de radiación absorbida, el plutonio-238 es 275 veces más tóxico que el plutonio-239.
Las partículas alfa emitidas por ambos isótopos no llegan a traspasar la piel, pero si es ingerido puede irradiar órganos internos. Este hecho es especialmente importante en los huesos, ya que el plutonio tiende a absorberse sobre ellos, al igual que en el hígado, donde se concentra.
Actualmente se conocen seis accidentes que involucran sondas espaciales alimentadas por RTG. La primera fue un fallo durante el lanzamiento del vehículo estadounidense Transit-5BN-3, el 21 de abril de 1964. Este no alcanzó la órbita y se quemó durante la reentrada, al norte de Madagascar. Sus 17 000 curios de radiactividad (630 TBq) fueron inyectados en la atmósfera, y meses después se hallaron trazas de plutonio-238 en dicha área.
El segundo fue el cohete lanzadera del satélite Nimbus B-1, que fue destruido intencionadamente poco tiempo después de ser lanzado, ya que presentaba una trayectoria errática. Fue lanzado desde la base Vandenberg de la Fuerza Aérea estadounidense, y su RTG SNAP-19 repleto de dióxido de plutonio relativamente inerte fue recuperado intacto cinco meses después, sin evidencias de rotura ni fugas, en el Canal Santa Bárbara.
Dos fallos más fueron debidos a las misiones soviéticas Cosmos, las cuales contenían rovers lunares (conocidos como Lunojod) alimentados por RTG. Ambos liberaron radiactividad tras quemarse durante la reentrada. Además ha habido cinco fallos más donde intervinieron sondas estadounidenses o soviéticas equipadas con reactores nucleares en vez de RTG. Dichos fallos tuvieron lugar entre 1973 y 1993.
El fallo, en abril de 1970, de la misión Apolo 13, produjo la reentrada en la atmósfera del módulo lunar cargado con un RTG, que se quemó sobre Fiyi. Contenía un RTG SNAP-27 cargado con 44 500 curios totales, que sobrevivió a la reentrada (para lo que había sido diseñado). Finalmente cayó al océano Pacífico, a la fosa Tonga, donde permanece a una profundidad de entre 6 y 9 km. La ausencia de trazas de plutonio-238 en muestras de aire y agua de la zona indica que el contenedor sigue intacto. Dicho contenedor se espera que permanezca sellado durante unos 870 años más.
El Departamento de Energía norteamericano hizo ensayos con la carcasa de grafito de los RTG en entornos marinos, llegando a la conclusión de que ésta puede sobrevivir a la reentrada y permanecer estable después en un entorno marino, sin liberación de dióxido de plutonio al exterior. El accidente del Apolo 13 confirmó estos ensayos, concluyéndose que los últimos diseños de RTG son muy estables y seguros.
Para reducir al mínimo los riesgos de fuga radiactiva, el combustible nuclear se almacena en módulos con blindaje térmico individual. Estos se envuelven en una capa de iridio y se sellan dentro de bloques de grafito. Ambos materiales son resistentes a la corrosión y al calor. Alrededor del bloque de grafito se sitúa una protección contra el calor de la reentrada (aeroshell). El propio PuO2 se fabrica con una forma cerámica que minimiza los riesgos de rotura por calor y los riesgos de transformación en aerosol. Además, dicha forma cerámica es muy insoluble.
El accidente con RTG más reciente fue el fallo de la sonda rusa Mars 96, lanzada el 16 de noviembre de 1996. Los dos RTG a bordo llevaban en total 200 g de plutonio, y se supone que han sobrevivido a la reentrada (para ello fueron diseñados). Se cree que están en una zona elíptica de 320x80 km al este de Iquique, Chile.

### Usos terroristas
Los RTG generan calor de forma diferente a la producida en las centrales nucleares. Dichas centrales nucleares obtienen el calor de la fisión de los átomos. En los RTG no se utiliza la fisión en ninguno de los casos.
Aunque los isótopos empleados no son útiles para construir armas nucleares se han analizado sus posibles usos terroristas, en particular en las llamadas bombas sucias.

## Modelos de RTG
| Nombre y modelo | Usado en (número de RGG por usuario)                       | Potencia máxima | Potencia máxima | Radioisótopo | Cantidad usada (kg) | Masa (kg) |
| Nombre y modelo | Usado en (número de RGG por usuario)                       | Eléctrica (W)   | Térmica (W)     | Radioisótopo | Cantidad usada (kg) | Masa (kg) |
| --------------- | ---------------------------------------------------------- | --------------- | --------------- | ------------ | ------------------- | --------- |
| SRG*            | prototipo MSL                                              | ~110 (2x55)     | ~500            | Pu238        | ~1                  | ~34       |
| MMRTG           | prototipo, MSL                                             | ~110            | ~2000           | Pu238        | ~4                  | <45       |
| GPHS-RTG        | Cassini (3), New Horizons (1), Galileo (2), Ulysses (1)    | 300             | 4400            | Pu238        | 7.8                 | 55.5      |
| MHW-RTG         | Voyager 1 (3), Voyager 2 (3)                               | 160             | 2400            | Pu238        | ~4.5                | 39        |
| SNAP-19         | Viking 1 (2), Viking 2 (2), Pioneer 10 (4), Pioneer 11 (4) | 35              | 525             | Pu238        | ~1                  | ???       |
| SNAP-27         | Apolo 12-17 ALSEP (1)                                      | 73              | 1480            | Pu238        | 3.8                 | 20        |
| Beta-M          | Balizas y faros automáticos soviéticos                     | 10              | 230             | Sr90         | .26                 | 560       |

"*":El SRG no es un RTG, es en realidad un Motor Stirling.